# 歧序楼梯草
歧序楼梯草（学名：Elatostema subtrichotomum）是荨麻科楼梯草属的植物，是中国的特有植物。分布于中国大陆的湖南、广东等地，生长于海拔800米至1,700米的地区，多生在山谷溪边林中或石上，目前尚未由人工引种栽培。

## 异名
- Elatostema subtrichotomum W. T. Wang var. corniculatum W. T. Wang
- Elatostema subtrichotomum W. T. Wang var. hirtellum W. T. Wang